# 元忠
元忠（？—？），河南郡洛阳县（今河南省洛阳市东）人，追尊魏景穆帝拓跋晃玄孙，乐良王元长命之子，北魏宗室、官员。
孝昌二年（526年）二月，魏孝明帝元诩诏令恢复元长命的乐良王爵位，以元忠继承乐良王爵位，元忠官至太常少卿。魏孝武帝元修曾经在天渊池泛舟，命令宗室诸王陪同宴饮。元忠愚笨没有智慧，个性喜好服饰，就穿着红罗短衣，绿色的绸裤，锦缎镶着边。魏孝武帝说：“朝廷的衣冠制服，应该有固定的样式，为何穿着耍杂技的衣服？”元忠说：“臣自幼所爱，心在华贵衣裳，歌舞的衣服，是臣的意愿。”魏孝武帝说：“人不学好，竟到了如此地步！”兴和四年六月丙申（542年6月29日），前任侍中元忠的乐良王爵位得到恢复。